# Villejust
Villejust – miejscowość i gmina we Francji, w regionie Île-de-France, w departamencie Essonne.
Według danych na rok 1990 gminę zamieszkiwały 1324 osoby, a gęstość zaludnienia wynosiła 247 osób/km² (wśród 1287 gmin regionu Île-de-France Villejust plasuje się na 576. miejscu pod względem liczby ludności, natomiast pod względem powierzchni na miejscu 651.).